# 尼德莫爾 (密西西比州)
尼德莫爾（英語：Needmore）是位於美國密西西比州塔拉哈奇縣的鬼鎮。

## 歷史
尼德莫爾的郵局於1900年設立，其後於1908年停運。

## 地理
尼德莫爾所處的海拔為高於海平面44米（即144英呎），而該地所採用的時區為UTC-6，即北美中部時區（CST）。同時該地設有夏令時間，為UTC-6調快一小時，即UTC-5（CDT）。